# WCBS (AM)
WCBS(含义：W Columbia Broadcasting System) ，是美國紐約市的一家中波廣播電台。該電台目前由Entercom持有，節目以新聞節目為主。WCBS以高清廣播格式（HD Radio）廣播，频率为AM 880kHz。